# سن-لویی-دو-گونزاگ-دو-کپ-تورمانت، کبک
سَن-لویی-دو-گونزاگ-دو-کَپ-تورمانت (به فرانسوی: Saint-Louis-de-Gonzague-du-Cap-Tourmente) قصبه‌ای در منطقه شهری لا کوت-دو-بوپره ناحیه کاپیتل-ناسیونال در استان کبک کانادا است. در سرشماری سال ۲۰۱۱ این قصبه ۵ نفر جمعیت داشته‌است و مساحت آن ۱۴،۳ کیلومتر مربع است.